# Gaspard Michel
Gaspard Michel, känd som abbé Leblond, född den 24 november 1738 i Caen, död den 17 juni 1809 i L'Aigle, var en fransk musikhistoriker.
Michel var anställd som bibliotekarie vid Bibliothèque Mazarine i Paris och ledamot av Franska vitterhetsakademien. Bland hans många litterära arbeten bör nämnas: Mémoires pour servir à l'histoire de la revolution opérée dans la musique par le Chevalier Gluck (Paris, 1781). 